# Хинцешти (Арђеш)
Хинцешти (рум. Hințești) насеље је у Румунији у округу Арђеш у општини Мошоаја. Oпштина се налази на надморској висини од 318 m.

## Становништво
Према подацима из 2002. године у насељу је живело 585 становника, од којих су сви румунске националности.